# Мори, Тацуя
Тацуя Мори (яп. 森 達也 Мори Тацуя, род. 10 мая 1956) — японский режиссёр-документалист. Окончил юридический факультет Университета Риккё, после чего начал снимать фильмы. В начале своей карьеры принимал участие в театральных и телевизионных постановках. Позднее стал независимым режиссёром.
Автор «А» (1998) и соавтор «А2» (2001, вместе с Такудзи Ясуокой) — лент, повествующих о повседневной жизни последователей Аум синрикё, замешанной в нашумевшем террористическом акте — зариновой атаке в японском метро. Второй из фильмов получил приз Берлинского фестиваля документальных фильмов. Ни один из фильмов не был показан по японскому телевидению и не пошёл в широкий прокат, также диски с фильмами были изъяты из видеопрокатных сетей и доступны исключительно для приобретения. Одна из сцен фильма «A», в которой полицейский сбивает с ног последователя Аум, после чего обвиняет его в нападении, вызвала неоднозначную реакцию аудитории во время показов. Кадры впоследствии были использованы в судебном процессе над обвиняемым в нападении на сотрудника полиции, вследствие чего тот был оправдан. Однако некоторые зрители, увидевшие эпизод в ходе премьерных просмотров, отказывались поверить в реальность увиденного — считая эту сцену инсценировкой. По словам обозревателей The Japan Times, помимо уникального инсайта на происходящее внутри скандальной Аум Синрикё, фильм предоставил возможность трезвого взгляда на японское общество, что для некоторых из зрителей оказалось болезненным экспериментом.
Завершив съёмки последнего фильма, Мори сообщил, что не намерен возвращаться к теме Аум синрикё в своём творчестве. Более чем двухлетние усилия по подготовке картин принесли ему, по собственному признанию, лишь убытки, в силу ограниченности проката и отказа телевещательных корпораций от демонстрации фильмов (продавать же отдельные кадры для видеосопровождения связанных с Аум синрикё новостных материалов Мори отказался). Нелегальные копии фильмов Мори также доступны в пиринговых сетях.
Считается одним из наиболее талантливых японских документалистов. Последние годы занимается съёмкой документальных фильмов, посвящённых японским социальным проблемам.